# Mimoúrovňová křižovatka Ohrazenice
Mimoúrovňová křižovatka Ohrazenice je mimoúrovňová křižovatka na území Ohrazenic v okrese Semily. Kříží se zde dálnice D10 se silnicí I/35. Dálnice D10 vedoucí od Prahy zde končí a dále pokračuje jako silnice I/10, stejně tak zde prozatímně končí silnice pro motorová vozidla (SPMV) I/35 vedoucí od Liberce. Křižovatka je zároveň křížením mezinárodních silnic E65 a E442.
Mimoúrovňová křižovatka je provedena jako napravo vyvedená mimoúrovňová křižovatka trubkovitého typu. Do budoucna se počítá s její přestavbou při stavbě nové silnice I/35 Ohrazenice - Úlibice.

## Historie výstavby
Stavba mimoúrovňové křižovatky probíhala v letech 1980 až 1982 jako křížení tehdy rychlostních silnic R10 a R35.
V roce 2018 proběhla úprava připojovacího pruhu větve Liberec–Praha, kdy došlo k prodloužení délky pruhu z 200 m na 263 m (dosažení délky 295 m, jak požaduje norma, překáží železniční pilíř).